# Майкув-Середній
Майкув-Середній (пол. Majków Średni) — село в Польщі, у гміні Ґрабиця Пйотрковського повіту Лодзинського воєводства.
Населення — 156 осіб (2011).
У 1975-1998 роках село належало до Пйотрковського воєводства.

## Демографія
Демографічна структура станом на 31 березня 2011 року:
|          | Загалом | Допрацездатний вік | Працездатний вік | Постпрацездатний вік |
| -------- | ------- | ------------------ | ---------------- | -------------------- |
| Чоловіки | 79      | 16                 | 56               | 7                    |
| Жінки    | 77      | 18                 | 41               | 18                   |
| Разом    | 156     | 34                 | 97               | 25                   |